# 3198 Wallonia
3198 Wallonia (1981 YH1) là một tiểu hành tinh bay qua Sao Hỏa được phát hiện ngày 30 tháng 12 năm 1981 bởi François Dossin ở Đài thiên văn Haute-Provence.